# Pipistrellus permixtus
Pipistrellus permixtus (Aellen, 1957) è un Pipistrello della famiglia dei Vespertilionidi, endemico della Tanzania.

## Descrizione

### Dimensioni
Pipistrello di piccole dimensioni, con la lunghezza della testa e del corpo di 42 mm, la lunghezza dell'avambraccio di 34 mm, la lunghezza della coda di 33 mm, la lunghezza del piede di 6 mm, la lunghezza delle orecchie di 13 mm.

### Aspetto
Il colore della pelliccia dell'unico esemplare conosciuto non è nota, sebbene i peli siano bicolori e le parti ventrali probabilmente bianche. La base dell'avambraccio è ricoperta di peli. Le orecchie sono relativamente corte e con l'estremità arrotondata. Il trago è lungo circa un terzo del padiglione auricolare, più largo a circa metà della sua lunghezza, con il margine anteriore concavo, quello posteriore leggermente convesso e l'estremità arrotondata. Il pollice è relativamente lungo. La coda è lunga ed inclusa completamente nell'ampio uropatagio.

## Biologia

### Alimentazione
Si nutre di insetti.

## Distribuzione e habitat
Questa specie è conosciuta soltanto dall'olotipo catturato nel 1905 a Dar es Salaam, in Tanzania. Poiché le caratteristiche morfologiche suggeriscono una parentela stretta con le forme del genere Pipistrellus viventi nell'Ecozona paleartica, alcuni autori suggeriscono che sia arrivato nel Continente africano attraverso qualche imbarcazione attraccata al porto della capitale tanzaniana.

## Conservazione
La IUCN Red List, considerata la mancanza di informazioni recenti sull'areale, i requisiti ecologici, le minacce e lo stato di conservazione, classifica P.permixtus come specie con dati insufficienti (DD).